# Пичили (Казерта)
Пичили је насеље у Италији у округу Казерта, региону Кампанија.
Према процени из 2011. у насељу је живело 333 становника. Насеље се налази на надморској висини од 272 м.